# 乌拉尔语系
乌拉尔语系（Uralic languages，/jʊəˈrælɪk/ yoor-AL-ik，或稱，/jʊəˈreɪliən/ yoor-AY-lee-ən）是语言学家按照语言系属分类方法划分的一组语群，包括38种语言，主要在歐洲和北亞使用。其中，使用人数最多的为匈牙利语、芬兰语和爱沙尼亚语，分别为匈牙利、芬兰和爱沙尼亚的官方语言。其他使用人數超過10萬人的語言包括俄羅斯聯邦歐洲部分的厄爾茲亞語、莫克沙語、馬里語、烏德穆爾特語和科米語。此外，還有分佈在芬諾斯堪底亞北部的薩米語；芬蘭語的其他分支，含從拉脫維亞北部的利沃尼亞語到俄羅斯最西北部的卡累利阿語；以及薩莫耶德語和烏戈爾語的其他分支，包括西西伯利亞通行的曼西語和漢特語。
烏拉爾這個名字，來自於該語族所謂「原鄉」，據原始乌拉尔语发源地假说推測，位於烏拉爾山脈附近的某個地方，最早由尤利烏斯·克拉普羅特在《多語言亞洲》（1823 年）中提出。
芬蘭-烏戈爾語有時被用作烏拉爾語的同義詞，但更準確地說，它是指烏拉爾語族中一個有爭議的分支，不包括薩摩耶語。傳統觀點認為薩摩亞語首先從烏拉爾語系的其他成員中分離出來，而不接受該論說的學者，可能會將這兩個術語視為同義詞。 :1～4
烏拉爾語係通常以其複雜的格系統和元音和諧而聞名。

## 語言學研究歷史

### 早期信源
首次史載提到一個使用烏拉爾語的人，是约公元98年塔西坨的《日耳曼尼亞》 ，其中提到了芬尼人（通常被解釋為指薩米人）和另外兩個可能使用烏拉爾語的部落，當時他們生活在斯堪的納維亞半島的最遠端。還有許多可能更早的記錄，包括希羅多德曾描述有生活在現俄羅斯歐洲部分的伊爾卡人（Iyrcae，可能與尤格拉有關），和布迪尼人，他們當時被希羅多德描述是以紅頭髮（烏德穆爾特人的特徵）為特徵，生活在烏克蘭東北部和/或鄰近俄羅斯的地區。到15世紀末，歐洲學者註意到匈牙利Hungaria，和烏拉山脈以東的定居點的名稱尤格拉Yugria，這兩個拉丁名有點相似。他們推測兩者之間存在聯繫，但並未尋求語言學證據。

### 烏拉爾語研究

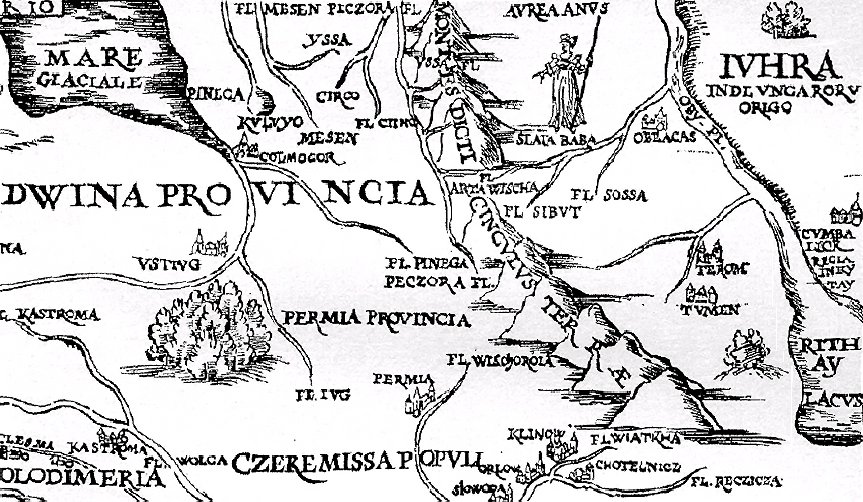
歐洲學者長期以來一直假設匈牙利人起源於烏拉爾/西伯利亞。這幅1549年由西吉斯蒙德·馮·赫伯斯坦（Sigismund von Herberstein）繪製的莫斯科地圖右上角，標註「匈牙利人的起源地尤格拉」（Iuhra inde Ungaroru[m] origo），位於鄂畢河以東。地圖中間的烏拉爾山脈被標記為“Montes dicti Cingulus Terra”（「被稱為地球帶的山脈」）。

匈牙利語和芬蘭語的親緣關係最早在17世紀末被提出，有賴於當時的三位學者：德國學者馬丁·福格爾、瑞典學者耶奥里·谢恩耶尔姆（Georg Stiernhielm）和瑞典廷臣本特·许特（Bengt Skytte）。當時福格爾受託斯卡納大公科西莫三世委託，對這一關係進行研究，未公開發表：他建立了芬蘭語與匈牙利語，以及薩米語之間的數個語法和詞法上的對應關係。谢恩耶尔姆則評析了薩米語、愛沙尼亞語和芬蘭語之間的相似之處，以及芬蘭語和匈牙利語之間的一些相似詞彙。:29:793～794這些研究者們率先勾勒出構建芬蘭-烏戈爾語系（後來又成為烏拉爾語系）的分類。而這項提議最初的動力，部分源於這樣一個事實：與歐洲大多數其他語言不同，這些語言不屬於現代所謂的印歐語系。1717年，瑞典教授奧洛夫·魯德貝克（Olof Rudbeck）提出了大約100個可將芬蘭語和匈牙利語聯繫起來的詞源，其中約40個到現在還能被認可有效 。此外還有戈特弗里德·萊布尼茨，他當時收集到一些有將芬蘭語或匈牙利語與莫爾多瓦語、馬里語或漢特語進行比較的早期報告，並由他的助手約翰·格奧爾格·馮·埃克哈特（Johann Georg von Eckhart）編輯。:29～30
到1730年時，菲利普·約翰·馮·史托蘭伯出版了他的著作《歐洲和亞洲的北部和東部》，概述了俄羅斯的地理、民族和語言。書中同時確認了烏拉爾語系的所有主要支系。:795～796然而，這些關係當時並未被廣泛接受，如匈牙利知識分子尤其對這一理論不感興趣，他們當時更傾向於假設與突厥部落存在聯繫，梅里特·魯倫（Merritt Ruhlen）認為這種態度源於「那個時代狂野無拘無束的浪漫主義」。 儘管如此，儘管氣氛如此惡劣，匈牙利耶穌會士亞諾什·紹伊諾維奇（János Sajnovics）還是與馬克西米利安·赫爾一同前往考察匈牙利語和薩米語之間所謂的關係，同時他們也參與了1769年金星凌日的觀測。紹伊諾維奇於1770年發表了他的研究結果，他基於一些語法特徵而論說認定了這種關係。:796～7981799年，匈牙利人沙穆埃尔·焦尔毛蒂（Sámuel Gyarmathi）出版了自前人研究以來最完整的芬蘭-烏戈爾語著作。:798
直到19世紀初，人們對俄羅斯內的烏拉爾語系了解，局限於來自旅行者們的零星觀察。芬蘭歷史學家亨里克·加布里埃爾·波爾坦（Henrik Gabriel Porthan）當時強調如要取得進一步進展，就需要專門的實地考察。:32 安德斯·約翰·舍格倫（Anders Johan Sjögren）便為其中一位率先開展此類考察的人，他當時普及了維普斯語族的知識，並詳細闡明了芬蘭語與科米語之間的關聯。:44～46 到19世紀40年代，馬蒂亞斯·卡斯特倫（Matthias Castrén，1813-1852年）和翁陶爾·赖古伊（Antal Reguly，1819-1858年）分別進行了更為廣泛的實地考察，他們分別專注於薩摩耶語和鄂畢-烏戈爾諸語言的研究。匈牙利語言學家帕尔·洪福尔维（1810-1891 年）和德國人約瑟夫·布登茨（Josef Budenz，1836-1892 年）則對雷古利的資料再進行研究，他們都認可了匈牙利語與烏拉爾語具有親緣關係的觀點。 布登茨則是第一位將此結果向匈牙利大眾推廣的學者，他同時嘗試重建原始芬蘭-烏戈爾語的語法和詞彙。 :803～80419世紀末另一位匈牙利人的貢獻，來自伊格納茨·豪拉斯（Ignácz Halász，1855-1901 年），他在1890年代發表了大量關於芬蘭-烏戈爾語和薩莫耶德語的比較資料，其工作奠定了現代廣泛接受將薩摩耶語納入烏拉爾語系的基礎。同時，在自治的芬蘭大公國，赫爾辛基大學於1850年設立了芬蘭語和語言學教席，最初由卡斯特倫擔任講授。 :799～800

俄羅斯帝國的烏拉爾語分佈情況（1897年俄羅斯人口普查；由於芬蘭當時為自治區，因此人口普查未涵蓋該地）

到1883年，芬蘭-烏戈爾學會在奧托·唐納（Otto Donner）倡議下於赫爾辛基成立。此舉使赫爾辛基取代聖彼得堡，成為北方烏拉爾語系研究的首要中心。:49 在19世紀末到20世紀初（直到俄國革命後芬蘭脫離俄羅斯）期間，學會聘請過許多學者對鮮為人知的烏拉爾語系進行研究。這段時期的主要研究人員包括海基·帕索寧（Heikki Paasonen，主要研究莫爾多維亞語）、於爾約·維克曼（Yrjö Wichmann，研究彼爾姆語）、阿爾圖裡·坎尼斯托（Artturi Kannisto，曼西語）、庫斯塔·弗雷德里克·卡爾亞萊寧（Kustaa Fredrik Karjalainen，漢特語）、托伊沃·萊赫蒂薩洛（Toivo Lehtisalo，涅涅茨語）和凱·唐納（Kai Donner，卡馬斯語）。:810～811 當時他們所考察蒐集的大量數據，為後世的芬蘭烏拉爾語學家提供了一個多世紀的編輯工作量。

## 语言学分类
乌拉尔语系包含九个没有争议的语支，但各语支之间的互相关系则无定论。用不可知论的方法就是把它们认定为不同的分支。
这九个分支为：
- 芬兰语支（或称波罗的-芬兰语支）
- 匈牙利语
- 汉特语
- 曼西语
- 马里语
- 莫尔多瓦语支
- 彼爾姆語支
- 萨米语支
- 萨莫耶德语族

此外一些历史证据表明一些已经消亡的语言可能属于乌拉尔语系。

乌拉尔语系发生学关系树

### 传统分类法
所有乌拉尔语系的语言据信是通过独立的语言演变进程从原始乌拉尔语发展出来的。自从这个语系首次提出后，语系的内部结构就一直在争论中。对大多数甚至所有分类法有效性的质疑变得越来越普遍。
自从19世纪后期存在一种对乌拉尔语系各语言的传统分类法。这个分类法经常在有关乌拉尔语系的百科全书、手册和概论中引用。这个分类法如下：
- 乌戈尔语支
  - 匈牙利语
  - 鄂畢-烏戈爾諸語言
    - 汉特语
    - 曼西语
- 芬兰-彼尔姆语支（英语：Finno-Permic languages）
  - 彼爾姆語支
  - 芬兰-伏尔加语支（英语：Finno-Volgaic languages）
    - 伏尔加芬兰语支
      - 马里语
      - 莫爾多瓦語支

    - 芬兰-萨米语支（英语：Finno-Samic languages）
      - 萨米语支
      - 芬兰语支

在19世纪后期萨莫耶德语族还不广为人知，所以其在分类法中的位置还不确定。当语言学家在20世纪初期逐渐熟悉这些语言时，发现它们跟其它语言非常不同了，就假定它们在早期就已演化出去了。于是开始使用“乌拉尔语系”这个术语来描叙整个语系，而“芬兰-乌戈尔语族”则用来描叙不包括萨莫耶德语族的其它语言（尽管直至现今还有人用它来作为整个语系的同义词）。在ISO 639-5标准中芬兰-乌戈尔语族和萨莫耶德语族列为乌拉尔语系的主分支。
很少有明确的证据来支持上述的传统分类法，各种不同的分类法也不断地提出过。特别是在芬兰持续的趋势是在否定芬兰-乌戈尔这个中间原始语的存在。最近的一个替代方案是把乌戈尔分支和萨莫耶德分支合并为一个“东乌拉尔”分支，因为它们有一些共同的演变特点。
芬兰-彼尔姆分支还能得到一些支持，尽管其内部各小组的分类还有一些争议。莫尔多瓦分支普遍认为是特别跟芬兰-萨米语支或其部分有更紧密的关系。“伏尔加分支”（或者伏尔加芬兰语支）这个术语之前用来表示包括马里语、莫尔多瓦诸语言和一些已消亡的语言的一个分支，现在被认为是已经过时了。它只认为是表示一个地理分类，而不是一个语言学上的分类。
在乌戈尔语支中，有一个新的假说跟鄂畢-烏戈爾分支的观点不同，这个假说把曼西语跟匈牙利语组合在一起，而不是跟汉特语组合。

### 與其他語系的關係
- 烏拉爾-尤卡吉爾語系（英语：Uralic–Yukaghir languages）假說認為烏拉爾語係与尤卡吉爾語係存在聯繫。
- 愛沙尼亞語言研究院的高晶一與特努·田德爾認為烏拉爾語係和漢藏語系存在聯繫，提出了漢-烏拉爾語系。
- 莫里斯·斯沃德什提出了烏拉爾語系和尤卡吉爾語系、楚科奇－堪察加語系、愛斯基摩－阿留申語系存在聯繫，可以组成乌拉尔-西伯利亚语系
- 威廉·汤姆森（英语：Vilhelm Thomsen）認為烏拉爾語係和印歐語系存在聯繫，提出了印歐-烏拉爾語系（英语：Indo-Uralic languages）
- 圖蘭主義認為烏拉爾語系和阿爾泰語系可以組成烏拉爾-阿爾泰語系。